# Convention de Nootka
La convention de Nootka est une série de trois accords de 1790 ayant résolu la crise de Nootka entre la Grande-Bretagne et l'Espagne, sur la souveraineté et les droits de navigation et de commerce au nord-ouest de l'océan Pacifique.
Le nom de Nootka vient de celui des Amérindiens Nuu-chah-nulth.

## Crise
La crise de Nootka éclate dans un contexte plus large de tensions portant sur les revendications de souveraineté et les droits de navigation et de commerce entre la Grande-Bretagne et l'Espagne. Entre 1774 et 1789, l'Espagne envoie plusieurs expéditions dans le Nord-Ouest Pacifique afin de réaffirmer sa domination et sa souveraineté sur la région. 
À la suite de plusieurs tensions et incidents, les deux parties se préparent à la guerre et cherchent l'aide de leurs alliés respectifs. La Grande-Bretagne peut compter sur la Hollande ainsi que sur la Prusse, alors que le Pacte de Famille unit naturellement la France à l'Espagne.

## Résolution
La crise est résolue pacifiquement mais non sans difficultés avec une série de trois accords, connus collectivement sous le nom de Convention de Nootka. George Vancouver et Juan Francisco de la Bodega y Quadra participent aux négociations et la convention est signée le 8 octobre 1790.
L’Espagne accepte de partager certains droits d'établissement le long de la côte du Pacifique mais maintient ses principales revendications. L'issue de la crise est considérée comme une victoire pour les intérêts mercantiles de la Grande-Bretagne et ouvre la voie à l'expansion britannique dans le Pacifique. 
L'Espagne renonce à tous ses droits sur un vaste territoire d'Amérique septentrionale occidentale jusqu'alors sous sa domination. 
Cependant, l'Espagne continue à coloniser et peupler la côte du Pacifique, en particulier dans l'actuelle Californie, jusqu'en 1821.